# Martijn Scherpen
Martijn Scherpen, né le 29 avril 1988 à Emmen, est un coureur cycliste néerlandais, spécialiste du Bicycle motocross (BMX).

## Palmarès en BMX

### Championnats du monde
- São Paulo 2006
  -  Médaille d'argent du championnat du monde Junior de BMX

### Coupe du monde
- 2009
  - 8e au classement général
  - 2e sur l'épreuve de Copenhague

### Championnats d'Europe
- 2009
  -  Champion d'Europe de BMX

### Championnats des Pays-Bas
- 2006
  -  Champion des Pays-Bas de BMX
- 2007
  -  Champion des Pays-Bas de BMX
- 2008
  - 2e du championnat des Pays-Bas de BMX
- 2013
  -  Champion des Pays-Bas de BMX